# Observatório Gemini
Observatório no Havaí
O Observatório Gemini consiste de dois telescópios gêmeos, com espelhos primários de 8 metros de diâmetro, desenhados para operar no óptico e no infravermelho. Estão localizados nos dois melhores sítios astronômicos de nosso planeta: um está na Cordilheira dos Andes, no hemisfério sul, e o outro está no Havaí, no hemisfério norte. Juntos, os dois telescópios podem observar o céu inteiro.
O telescópio Gemini Sul está posicionado a uma altitude de 2700 metros, sobre uma montanha nos Andes chilenos, chamada Cerro Pachón, ao lado de outro grande telescópio, o telescópio SOAR, e próximo dos telescópios do Observatório Inter-Americano de Cerro Tololo. Seu irmão no hemisfério Norte, o telescópio Gemini Norte (também chamado "Frederick C. Gillett") está localizado em Mauna Kea, no Havaí, no "Hilo's University Park", em uma altitude de 4200 metros.
Os telescópios Gemini foram construídos e são operados por um consórcio de sete países incluindo os Estados Unidos, Reino Unido, Chile, Austrália, Brasil e Argentina. A parceria é gerenciada pela Association of Universities for Research in Astronomy (AURA). A sede internacional do Observatório Geminie fica em Hilo, na Universidade do Havaí. 